# Ghirdoveni, Dâmbovița
Ghirdoveni este satul de reședință al comunei I.L. Caragiale din județul Dâmbovița, Muntenia, România.
La sfârșitul secolului al XIX-lea, satul Ghirdoveni constituia o comună separată, de sine stătătoare, arondată plășii Filipești din județul Prahova, înființată pe la anul 1700 prin reunirea satelor Rășinari, Ștefănoaioa, Ciorinești și Ghira; comuna era alcătuită din satele Ghirdoveni și Cricoveni, cu 1531 de locuitori. Aici funcționau o biserică zidită la 1870 și o școală cu 72 de elevi (dintre care 8 fete).
În 1925, comuna este consemnată tot în plasa Filipești, doar cu satul de reședință, având o populație de 1896 de locuitori,
În 1950, comuna Ghirdoveni a trecut în administrarea raionului Târgoviște din regiunea Prahova și apoi (după 1952) din regiunea Ploiești. În 1968, la desființarea raioanelor, comuna nu a revenit la județul Prahova, fiind transferată județului Dâmbovița. Tot atunci, ea a fost desființată și comasată cu comuna I.L. Caragiale, care a căpătat structura actuală, satul Ghirdoveni devenind noua reședință a comunei.